# Hastingsia pygmaea
Hastingsia pygmaea är en mossdjursart som beskrevs av John Borg 1944. Hastingsia pygmaea ingår i släktet Hastingsia och familjen Hastingsiidae. Inga underarter finns listade i Catalogue of Life.